# 3x3
3x3 (3 на 3, кошарка 3 на 3, кошарка 3x3, колоквијално баскет) је верзија кошаркашке игре, која се игра на једном кошу, са екипама од три члана. Ова варијанта кошарке је кодификација популарне игре "на један кош" која се често игра као неформална варијанта кошарке. Популарност баскета је нагло порасла пре свега у САД да би се проширила широм света. Незаменљива је игра и на нашим просторима. Популарност је довела до тога да се од 2012. године одржава Светско првенство и то под покровитељством ФИБА, и то у мушкој и женској конкуренцији. Настанак формалног баскета је доста утицао и на неформалну игру "из краја", која се пре свега огледа стандардизацијом лопте на ФИБА стандард величине 6 са тежином величине 7, што је у Србији додатно потпомогнуто њеном релативно ниском ценом. Лопта избора је Вилсон, што је и модел који ФИБА користи за званичну игру, док од осталих произвођача још јапански Молтен и амерички Сполдинг нуде лопте наменски прављене за баскет.
Српска репрезентација је на три досадашња првенства освојила златну медаљу док је на другом 2014. године била вицепрвак. Такође српски играчи се налазе на врху листе за рангирање играча који се баве овим спортом.

## Успешност на досадашњим такмичењима

### Мушкарици
| Година       | Домаћин   |          | Финале   | Финале      | Финале      |          | Утакмица за треће место | Утакмица за треће место | Утакмица за треће место |
| Година       | Домаћин   | Победник | Резултат | Друго место | Треће место | Резултат | Четврто место           |                         |                         |
| 2012. детаљи | Атина     | Србија   | 16 : 13  | Француска   | Украјина    | 19 : 18  | Израел                  |                         |                         |
| 2014. детаљи | Москва    | Катар    | 18 : 13  | Србија      | Русија      | 19 : 18  | Литванија               |                         |                         |
| 2016. детаљи | Гуангџоу  | Србија   | 21 : 16  | САД         | Словенија   | 17 : 16  | Шпанија                 |                         |                         |
| 2017. детаљи | Нант      | Србија   | 21 : 18  | Холандија   | Француска   | 18 : 17  | Словенија               |                         |                         |
| 2018. детаљи | Манила    | Србија   | 16 : 13  | Холандија   | Словенија   | 21 : 16  | Пољска                  |                         |                         |
| 2019. детаљи | Амстердам | САД      | 18 : 14  | Летонија    | Пољска      | 18 : 15  | Србија                  |                         |                         |
| 2022. детаљи | Антверпен | Србија   | 21 : 16  | Литванија   | Француска   | 18 : 17  | Белгија                 |                         |                         |

### Жене
| Година       | Домаћин   |           | Финале   | Финале      | Финале      |          | Утакмица за треће место | Утакмица за треће место | Утакмица за треће место |
| Година       | Домаћин   | Победник  | Резултат | Друго место | Треће место | Резултат | Четврто место           |                         |                         |
| 2012. детаљи | Атина     | САД       | 17 : 16  | Француска   | Аустралија  | 18 : 17  | Украјина                |                         |                         |
| 2014. детаљи | Москва    | САД       | 15 : 8   | Русија      | Белгија     | 14 : 12  | Чешка                   |                         |                         |
| 2016. детаљи | Гуангџоу  | Чешка     | 21 : 11  | Украјина    | САД         | 20 : 14  | Шпанија                 |                         |                         |
| 2017. детаљи | Нант      | Русија    | 19 : 12  | Мађарска    | Украјина    | 15 : 13  | Холандија               |                         |                         |
| 2018. детаљи | Манила    | Италија   | 16 : 12  | Русија      | Француска   | 21 : 14  | Кина                    |                         |                         |
| 2019. детаљи | Амстердам | Кина      | 19 : 13  | Мађарска    | Француска   | 21 : 9   | Аустралија              |                         |                         |
| 2022. детаљи | Антверпен | Француска | 16 : 13  | Канада      | Кина        | 21 : 11  | Литванија               |                         |                         |